# Fujinagata Zōsen
Die Fujinagata Zōsen (藤永田造船所 Fujinagata Zōsenjo) war eine Werft, die im Zweiten Weltkrieg 40 Zerstörer und Torpedoboote für die Kaiserliche Japanische Marine baute und ein Hersteller von Eisenbahnwagen in Osaka, Japan.

## Geschichte

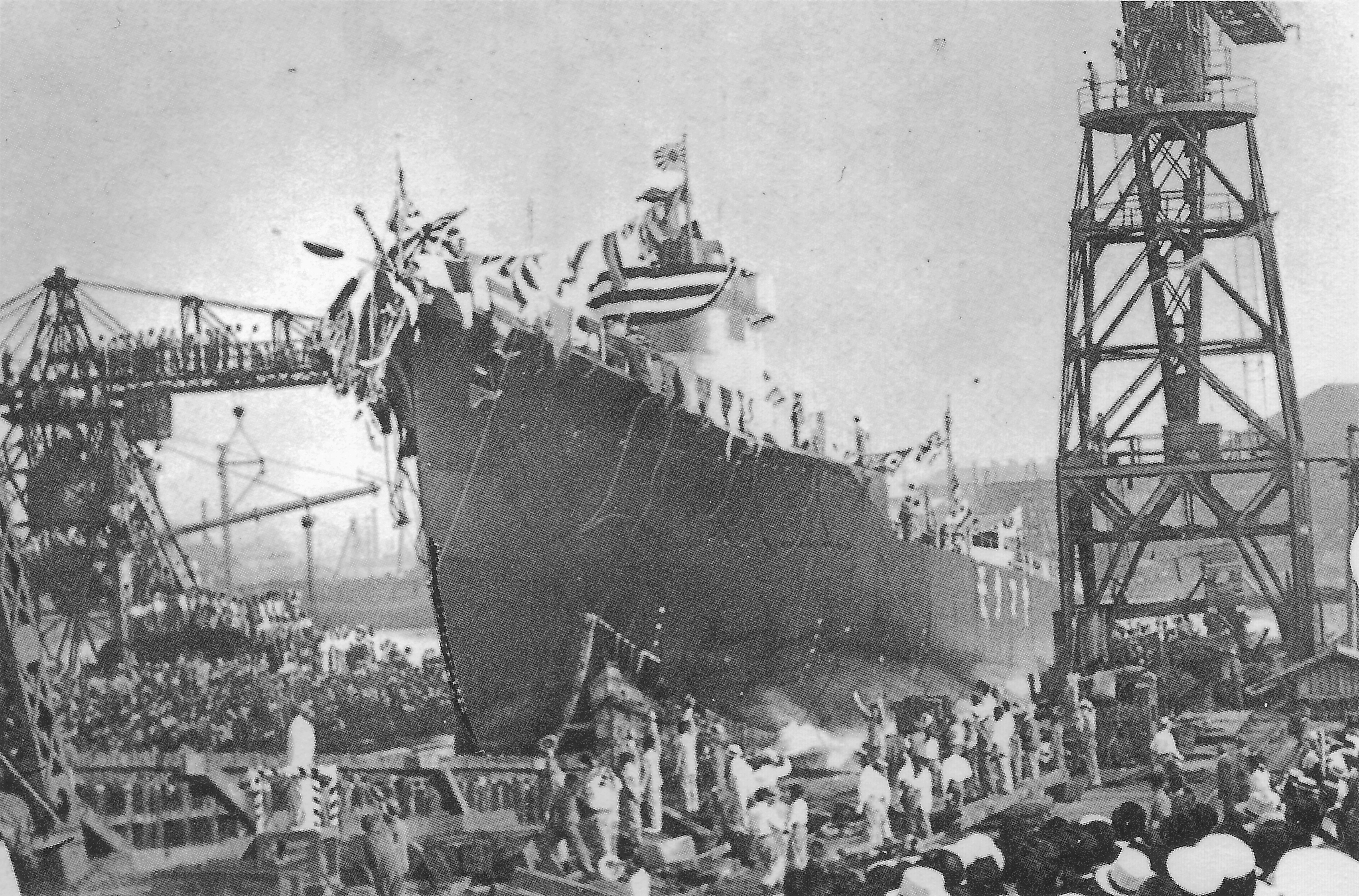
Zeremonieller Stapellauf des Zerstörers Yamagumo in der Fujinagata-Werft am 24. Juli 1937.

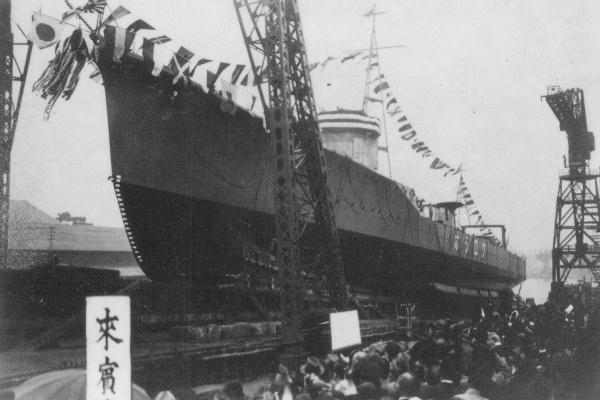
Stapellauf des Zerstörers Kuroshio
28. Oktober 1938

Im März 1689 wurde das Unternehmen als Bootshaus Hyōgo-ya (兵庫屋) in Dojima Funadaikumachi, Osaka (heute 1-chome Dojima, Kita-ku, Osaka) gegründet. 1854 zog das Unternehmen nach Enokojima Shikiya-cho (heute Enokojima 1-chome, Nishi-ku) um, nachdem es von Beamten des Tokugawa-Shogunats mit der Herstellung von Segelkriegsschiffen für die feudale Flotte beauftragt wurde. 1869 wurden die Schiffe im westlichen Stil mit Hilfe von deutschen Ingenieuren entworfen und gebaut. Im Jahre 1870 wurde ein hölzerner Raddampfer im westlichen Stil gebaut, der erste auf einer privaten Werft in Japan.
Nach der Öffnung des Landes, während der Meiji-Restauration, beschäftigte sich das Unternehmen mit dem Bau von Schiffen im westlichen Stil wie Schonern der Kimizawa-Klasse und hölzernen Raddampfern und verwandelte sich in eine moderne Werft. 1874 zog das Unternehmen nach Iwasakishinden, Nishinari-gun (heute 3-chome Chiyozaki, Nishi-ku) und änderte seinen Namen in Fujinagata Shipyard. Der nächste Umzug nach Shinsumiya-cho, Taishō-ku (heute Chishima 1-chome, Taishō-ku) war 1884 (Meiji 17). Das erste Stahlfrachtschiff der Werft, die Nagata Maru Nr. 2, lief im Jahre 1900 vom Stapel.
1917 wurden neue Werften in Sumiyoshi-ku, Osaka eröffnet, die Einrichtungen erweitert und modernisiert. Im November 1919 wurde Fujinagata Zōsen offiziell zu einer Marinewerft und erhielt einen Auftrag für den Zerstörer Fuji, das erste Marineschiff, das dort gebaut wurde. Zusätzlich zur Schiffbauindustrie begann das Unternehmen ab 1921 auch mit der Herstellung von Triebwagen, Gusseisenrohren und Ausrüstungen für die chemische Industrie. Im Mai 1926 wurde die Fabrik in Shikitsu zum Hauptsitz, und die ursprüngliche Fabrik mit Hauptsitz wurde in die Fabrik in Shinsuyamachi umgewandelt. Gründung der Funamachi-Fabrik (heute Funamachi 1-chome, Taisho-ku). Am 31. Mai 1921 lief dann der Zerstörer Fuji der Momi-Klasse vom Stapel und war der erste von 40 Zerstörern und Torpedobooten, die Fujinagata Zōsen schließlich für die Kaiserliche Japanische Marine bauen sollte. Außerdem baute die Werft zwei kleine Flusskanonenboote für den Einsatz auf chinesischen Flüssen und es wurden einige auf der Werft gebaute Fischkutter zu Minensuchbooten umgebaut.
Mit neuen Marineverträgen verlegte Fujinagata Zōsen seinen Hauptsitz in neue Räumlichkeiten und erweiterte seine Kapazitäten rasch. Das Unternehmen expandierte jedoch zu schnell und geriet bald in finanzielle Schwierigkeiten, was dazu führte, dass sein Schiffbaugeschäft im Dezember 1928 unter die buchhalterische Aufsicht des japanischen Marineministeriums gestellt wurde. Fujinagata Zōsen konnte jedoch die Turbulenzen der Weltwirtschaftskrise ohne nennenswerte Schwierigkeiten überstehen.
Im Jahr 1940 wurde Fujinagata Zōsen zusammen mit den meisten Unternehmen von strategischer Bedeutung für die japanischen Kriegsanstrengungen dem Marineministerium unterstellt. Im Dezember 1944 hatte das Unternehmen 16.508 Mitarbeiter, von denen schätzungsweise die Hälfte Koreaner waren und auch etwa 150 australische Kriegsgefangene mussten Zwangsarbeit leisten.
Ab Juni 1945 wurden die wichtigsten Werften von Fujinagata Zōsen durch großflächige Luftangriffe bis zum Ende des Krieges zerstört.
Nach dem Zweiten Weltkrieg wurde Fujinagata Zōsen in Privatbesitz zurückgeführt und erholte sich wirtschaftlich durch den Bau von Fischerbooten, Handelsschiffen und Tankern. 1962 wurde der erste Flüssiggastanker fertiggestellt. Im Oktober 1967 wurde die Werft von der Mitsui Group übernommen und damit endete die lange Geschichte des ersten unabhängigen Schiffbauers in Japan.

## Chronologie
- 1689 – Gründung des Bootshauses Hyogoya im heutigen Bezirk Kita-ku, Osaka.
- 1854 – Bau eines Schiffes für das Tokugawa Shogunat und Umzug in den Bezirk Nishi-ku, 1. Chome, Osaka.
- 1869 – Ein deutscher Ingenieur unterstützte durch technische Anleitungen den Bau von Schiffen im westlichen Stil.
- 1870 – Bau des ersten hölzernen Raddampfers im westlichen Stil auf einer privaten Werft in Japan.
- 1874 – Verlegung der Fabrik nach Nishi-ku, 3. Chome, Osaka. Der Firmenname wurde in Fujinagata Zōsen geändert.
- 1884 – Umzug nach Taisho-ku, 1. Chome, Osaka.
- 1900 – Stapellauf des ersten auf der Werft gebauten Stahlfrachtschiffs der Nagata Maru No. 2.
- 1917 – Eröffnung der Shikitsu-Fabrik (später Hauptsitz der Fabrik) in Shikitsu-mura, Higashinari-gun (derzeit 1-chome, Shibaya, Suminoe-ku).
- 1919 – Fujinagata Zōsen wurde im November zu einer offiziellen Marinewerft.
- 1920 – Produktion von Schienenfahrzeugen und Gussrohren wurde aufgenommen.
- 1921
  - 31.05. – Fertigstellung des ersten Zerstörers Fuji.
  - Mai – Im Rahmen der entstehenden Arbeiterbewegung in Japan kam es zu kurzen, spontanen Streiks.
- 1923 – Am 10. April Gründung der Fujinagata Shipbuilding Co., Ltd.
- 1926 – Umzug in neue Räumlichkeiten und Erweiterung des Produktionsumfanges.
- 1928 – Im Dezember wurde auf Grund finanzieller Schwierigkeiten die Abteilung für den Bau von Kriegsschiffen unter die Kontrolle des Marineministeriums gestellt.
- 1929
  - April – Sanjuro Nagata, das zehnte Oberhaupt der Gründerfamilie, trat als Präsident zurück.
  - November – Vizeadmiral Iwasaburo Ikeda wurde Präsident.
- 1931 – Beginn der Herstellung von Ausrüstungen für die chemische Industrie.
- 1932 – Im November wurde Vizeadmiral Shinta Kishimoto neuer Präsident.
- 1933 – Wegen defizitärer Arbeit wurde die Fahrzeugfabrik aufgelöst und in eine Waffenfabrik umgewandelt (Gesamtzahl der bestellten Fahrzeuge: 967).
- 1937 – Im Dezember wurde eine Dosenfabrik gegründet.
- 1940 – Wegen der strategischen Bedeutung der Werft wurde sie im März verstaatlicht.
- 1944 – Im Januar wurde die Werft als Munitionsfabrik eingestuft.
- 1945 – Im Juni wurde der Hauptstandort durch Luftangriffe beschädigt.
- 1962 – Der Bau von LPG-Tankern wurde aufgenommen.
- 1967 – Im Oktober fusionierte das Unternehmen mit der Mitsui Engineering & Shipbuilding Co., Ltd.

## Gebaute Marineschiffe

### Zerstörer
- Momi-Klasse: Fuji, Warabi, Tade
- Wakatake-Klasse: Fuyō, Karukaya
- Kamikaze-Klasse: Asanagi
- Mutsuki-Klasse: Satsuki, Fumizuki, Yūzuki
- Fubuki-Klasse: Shirakumo, Murakumo, Ayanami, Inazuma
- Akatsuki-Klasse: Inazuma
- Shiratsuyu-Klasse: Murasame, Kawakaze
- Asashio-Klasse: Michishio, Yamagumo, Minegumo
- Kagerō-Klasse: Kuroshio, Natsushio, Urakaze, Tanikaze, Maikaze
- Yūgumo-Klasse: Makigumo, Naganami, Ōnami, Tamanami, Fujinami, Asashimo, Akishimo
- Matsu-Klasse: Ume, Kuwa, Sugi,Kashi, Nara, Yanagi, Kaba

### Sonstige
- Flusskanonenboote der Atami-Klasse: Atami, Futami
- Minensuchboote der W-13-Klasse: Sōkaitei Nr.13, Sōkaitei Nr.15
- Torpedoboote der Chidori-Klasse: Hatsukari, Manazuru
- Minensuchboote der W-19-Klasse: Sōkaitei Nr.38, Sōkaitei Nr.41